# Голубки (река)
Голубки (Лубки) — река в России, протекает по Ефремовскому району Тульской области. Левый приток Красивой Мечи.

## География
Река Голубки берёт начало у посёлка Никольский. Течёт на юго-восток, пересекает автодорогу М4 «Дон». Устье реки находится у деревни Голубочки в 108 км по левому берегу реки Красивая Меча. Длина реки составляет 11 км, площадь водосборного бассейна — 66,8 км².

## Данные водного реестра
По данным государственного водного реестра России относится к Донскому бассейновому округу, водохозяйственный участок реки — Красивая Меча, речной подбассейн реки — бассейны притоков Дона до впадения Хопра. Речной бассейн реки — Дон (российская часть бассейна).
Код объекта в государственном водном реестре — 05010100112107000000726.